# 17th Training Wing
Il 17th Training Wing è uno Stormo da addestramento tecnico dell'Air Education and Training Command, inquadrato nella Second Air Force. Il suo quartier generale è situato presso la Goodfellow Air Force Base, in Texas.

## Missione
Lo stormo addestra sottufficiali ai ruoli di spionaggio e vigili del fuoco per tutte le branche. Inoltre viene addestrato diverso personale di spionaggio per l'esercito, la marina e i Marines.

## Organizzazione
Attualmente, al settembre 2017, lo stormo controlla:
- 17th Training Group
  - 17th Training Support Squadron
  - 312th Training Squadron
  - 315th Training Squadron
  - 316th Training Squadron
- 17th Mission Support Group
  - 17th Civil Engineer Squadron
  - 17th Communications Squadron
  - 17th Contracting Squadron
  - 17th Logistics Readiness Squadron
  - 17th Security Forces Squadron
  - 17th Force Support Squadron
- 17th Medical Group
  - 17th Medical Operations Squadron
  - 17th Medical Support Squadron
- 517th Training Group, presidio di Monterey, California
  - 311th Training Squadron
  - 314th Training Squadron
- Wing Staff 
  - 17th Comptroller Squadron